# Jackie Robinson
Jack Roosevelt "Jackie" Robinson (31 tháng 1 1919 - 24 tháng 10 1972) là cầu thủ người Mỹ gốc Phi đầu tiên chơi tại giải bóng chày Major League Baseball của Mỹ trong thời kỳ hiện đại. Dù không phải là cầu thủ người Mỹ gốc Phi đầu tiên trong lịch sử chơi tại giải bóng chày Bắc Mỹ nhưng Robinson là người đã xóa bỏ ranh giới phân biệt chủng tộc khi ông ra mắt trong màu áo đội Brooklyn Dodgers giữa thập niên 1940. Điều này đã chấm dứt gần 60 năm thời kỳ phân biệt chủng tộc trong môn bóng chày chuyên nghiệp, trong đó những người Mỹ gốc Phi bị cấm thi đấu tại Giải bóng chày Bắc Mỹ và hệ thống những giải nhỏ liên quan và chỉ được chơi tại giải bóng chày Negro dành riêng cho các cầu thủ người Mỹ gốc Phi. Vì phân biệt chủng tộc vẫn thống trị mọi mặt trong cuộc sống ở Mỹ thời đó nên sự nghiệp bóng chày của Robinson đã có tác động văn hóa to lớn vượt qua lĩnh vực thể thao và là một dấu hiệu báo trước cho Phong trào Nhân quyền tại Mỹ.
Sinh ra trong một gia đình làm nông ở Cairo, tiểu bang Georgia năm 1919, là con út trong số 5 người con. Ông nội của ông từng là nô lệ, còn cha ông làm nông nhưng không có đất, phải đi thuê lại đất của tá điền để canh tác (và như vậy phân nửa số hoa màu họ thu hoạch trên phần đất thuê sẽ thuộc về chủ đất).
Khi Jakie mới được 6 tháng tuổi, cha ông bỏ gia đình đi bang khác sinh sống. Không có người cha phụ trách việc đồng áng, Jakie và gia đình phải rời nông trại.
Năm 1920 Jakie và gia đình chuyển đến Pasadena, California, sống chung căn hộ nhỏ với người cậu. Mẹ ông phụ trách việc giặt giũ trong nhà như một cách trả tiền thuê, còn Jakie thường lấy bánh mì cũ từ hôm trước chấm sữa và đường ăn lót dạ trước khi đi ngủ.
Bằng cách nào đó, mẹ ông xay sở để giành được một ít tiền, cộng thêm khoản trợ giúp của đơn vị phúc lợi xã hội, bà mua được một căn nhà nhỏ. Mấy người hàng xóm da trắng của họ gọi mấy anh em ông bằng những cái tên xấu xa, thậm chí ném đá. Mặc cho họ làm mọi cách để gia đình họ phải chuyển đi chỗ khác, nhưng mẹ của Jakie cương quyết không bỏ đi vì những trò chửi bới đầy phân biệt chủng tộc ấy.
Mẹ ông mong hai con học giỏi ở trường, và dù Jackie là trò giỏi, nhưng trái tim ông lúc nào cũng hướng về thể thao và các trò chơi hơn là chuyện học hành.
Sau giờ học, ông đi bán đồ lạc xoong, đánh giày và bán báo để kiếm thêm tiền. Ông còn giao du với một nhóm cồn đồ trong khu phố và nếu không có sự xuất hiện của hai người đàn ông nọ, hẳn ông đã sa vào đủ loại rắc rối.
Người thứ nhất là một người thợ máy gần nhà cảm thương tình cảnh của ông, nên cố khuyên ông rằng nếu còn giao du với bọn bất hảo đó nữa, trước sau gì ôn cũng làm hại bản thân mình và cả cho mẹ ông nữa. Người còn lại là vị linh mục trong nhà thờ vốn đã trở thành bạn và cả cố vấn của ông, và thổi bùng niềm đam mê thể thao trong ông.
Jackie chơi tất cả các môn thể thao, và chơi rất giỏi. Lần đầu tiên chơi bóng bàn, ông đã đoạt ngôi vô địch toàn thành phố, vụt trở thành ngôi sao sáng giá của trường cấp ba – điểm số các môn bóng bầu dục, chạy điền kinh, bóng chày và bóng rổ của ông luốn cap ngất ngưởng.
Khi vào trường trung cấp Pasadena năm 1938, ông lập một kỷ lục mới trong môn nhảy xa với kết quả hơn 23 mét vào buổi sáng, thì đến buổi chiều ông đã khoác lên người bộ đồng phục thi đấu bóng chày. Với những lần tham gia này, ông đã giúp đội nhà đoạt chức vô địch. Đội bóng bầu dục và bóng rổ ông tham gia đều đoạt danh hiệu vô địch liên đoàn, và các huấn luyện viên dĩ nhiên nhanh chóng ngỏ lời mời ông về trường đại học của họ.
Jackie chọn Đại học California tại thành phố Los Angeles (UCLA), để được học gần nhà. Bóng bầu dục là tình yêu to lớn nhất của ông vào thời điểm đó, và ông giữ vị trí trung vệ và hậu vệ cho nhà vô địch UCLA năm 1939.
Khi mùa bóng kết thúc, ông chuyển sang chơi bóng rổ, điền kinh và bóng chày. Ông chơi giỏi đến mức trở thành vận sinh viên đầu tiên của UCLA được trao huy hiệu vì những đóng góp quý giá cho thành tích thi đấu thể thao của trường. 
Mùa xuân năm 1941, ông nghỉ học vì muốn ra ngoài kiếm tiền phụ giúp mẹ, và ông cũng không dám chắc một người da đen với tấm bằng cao đẳng có kiếm nổi việc khi ra trường hay không.
Ngày 7 tháng 12 năm 1941, quân đội Nhật đánh bom Trân Châu Cảng và sáu tháng sau, ông nhận được giấy gọi nhập ngũ.
Khi trưởng thành:
Quân đội chuyển ông đến Fort Riley vùng Kansas, tại đây ông hoàn tất khóa huấn luyện căn bản và xin được tiếp tục theo học trường đào tạo sĩ quan (OCS). Nhưng quân đội không nhận học viên người da đen.
Jackie than thở với Joe Louis, nhà vô địch đánh bốc hạng nặng thế giới, người cũng nhập ngũ và tập trung tại căn cứ Fort Riley vào thời điểm đó. Không lâu sau, hồ sơ xin học của Jakie được OCS chấp thuận, ông tốt nghiệp năm 1943 và được trao quân hàm Thiếu úy. 
Sau khi giải ngũ năm 1944, ông muốn quay lại chơi bóng chày, nhưng thời điểm đó, không một vận động viên da đen nào được chơi trong đội tham gia các giải lớn của liên đoàn. 
Ông vào đội Kansas City Monarchs, tham gia giải Negro, tại đây tình trạng phân biệt chủng tộc như trong quân đội vẫn không ngừng xảy ra. Rất nhiều khách sạn, nhà hàng từ chối phục vụ người da đen, vậy nên ông và các đồng đội thường ăn, ngủ trên xe chở cầu thủ.
Nhưng tại New York, một người đàn ông nuôi ý định dẹp bỏ rào cản màu da cho các cầu thủ bóng chày. Branch Rickey, ông bầu đội bóng Brooklyn Dodgers, quyết định đã đến lúc phải chấm dứt nạn phân biệt chủng tộc trong môn thể thao này.
Rickey biết cầu thủ da đen đầu tiên vào chơi cho Dodger sẽ bị các fan hâm mộ và cả những đồng đội tẩy chay, thế nên nhân vật ấy không thể chỉ là một cầu thủ xuất sắc, người ấy phải có phẩm cách tốt đẹp.
Năm 1945 Rickey quyết định Jackie sẽ là cầu thủ đó! Jakie biết mọi thứ sẽ khó khăn, nhưng ông chấp nhận đương đầu thử thách vì ông nghĩ có thể mở ra cánh cửa cho các cầu thủ da đen khác trên thế giới.
Jackie gia nhập đội Montreal Royals, đội bóng bán chuyên của Dodger, và dù người hâm mộ ra sức châm chọc, ông vẫn không mất đi tinh thần thi đấu.
Rickey sau đó quyết định đã đến lúc đưa Jakie vào thi đấu giải chuyên nghiệp. Ngày 15 tháng 4 năm 1947 là cột mốc lịch sử của giải bóng chày chuyên nghiệp và trên toàn nước Mỹ. Khi giải được khai mạc vào ngày hôm ấy, Jakie đứng trong hàng ngũ đội Dodger, người Mỹ gốc Phi đầu tiên được tham gia giải bóng chày chuyên nghiệp Bắc Mỹ.
Lúc đầu, các đồng đội người da trắng chẳng thèm quan tâm gì ông, nhưng khi fan hâm mộ và các cầu thủ đội bạn quấy rối Jakie bằng cách huýt sáo chê bai và nói những câu mạt sát về màu da, cả đội đoàn kết đứng lên ủng hộ ông.
Jackie đáp lại tất cả những điều ấy bằng đôi chân và cây gậy bóng chày trong tay mình. Với tỉ lệ đánh trúng bóng 0,297 của mình, ông đã giúp Dodger giành chiến thắng và ông dẫn đầu giải về số lần chạy cướp gôn. Ông còn được phong danh hiệu Cầu thủ mới nổi xuất sắc nhất mùa giải. Thế rồi đến năm 1949, ông được trao danh hiệu Cầu thủ xuất sắc nhất (MVP) Giải Bóng Chày Chuyên nghiệp Liên Đoàn và ông cũng thủ vai chính trong một bộ phim về cuộc đời mình.
Năm 1957 ông giải nghệ với tỉ lệ đập trúng bóng là 0,311 và năm 1962 ông được vinh danh trong bảo tàng bộ môn bóng chày nước Mỹ, National Baseball Hall of Fame, người da đen đầu tiên nhận được vinh dự cao quý đó.
Sau khi về hưu, ông vẫn không ngừng cất tiếng nói đấu tranh với những bất công về màu da và cũng đóng góp nhiều vào công cuộc giành lại công bằng cho những người Mỹ khác. Lòng quả cảm của ông đã mở đường cho những giải thi đấu bóng chày chuyên nghiệp không còn rào cản màu da về sau.
Rickey đã chọn đúng người. Jackie không chỉ là một cầu thủ giỏi, ông còn là một con người tuyệt vời!
"Quyền tự do quan trọng nhất của con người đó là được tự do chọn lựa." Jackie Robinson (1919 – 1972)
Số áo Jackie Robinson mang khi chơi cho đội Brooklyn Dodgers là số 42, sau này số áo 42 chính thức được treo vĩnh viễn trên toàn giải MLB vào năm 1997 để vinh danh ông. Hàng năm vào ngày 15 tháng 4, là ngày mở màn của giải MLB năm 1947 và cũng là ngày Jackie Robinson ra mắt đội Brooklyn Dodgers, các cầu thủ, huấn luyện viên, quản lí và trọng tài tại MLB cùng đeo chung áo số 42 để ghi nhận nhưng đóng góp của Jackie, ngày này được gọi là "Ngày Jackie Robinson".

## Gia đình và cuối đời
Sau khi Robinson giải nghệ, người vợ là Rachel Robinson, theo đuổi nghề điều dưỡng. Cô đã trở thành một trợ lý giáo sư tại trường đại học Yale và là giám đốc điều dưỡng tại Trung tâm Y tế Tâm thần Connecticut. Cô cũng từng vào hội đồng quản trị của Ngân hàng Quốc gia Tự do cho đến khi nó đóng cửa vào năm 1990. Cô và Jackie đã có ba người con: Jackie Robinson Jr (sinh ngày 18 tháng 11 năm 1946, qua đời năm 1971, một năm trước Jackie), Sharon Robinson (sinh ngày 13 Tháng 1 năm 1950), và David Robinson (sinh ngày 14 tháng 5 năm 1952).
Bia mộ gia đình Robinson có khắc câu nói của ông: "Một cuộc sống không phải là quan trọng, ngoại trừ nó làm thay đổi những cuộc sống khác," ghi với chữ ký của Robinson.
Mộ gia đình Robinson tại Nghĩa trang Đồi Cypress. Robinson được chôn cùng với mẹ vợ Zellee Isum, và con trai của ông Jackie Robinson, Jr.
Con trai cả của Robinson, Jackie Robinson Jr., đã gặp rắc rối về tâm lý trong thời thơ ấu của mình và được giáo dục đặc biệt. Ông ghi danh trong quân đội để tìm kiếm một môi trường có kỷ luật, phục vụ trong chiến tranh Việt Nam, và đã bị thương vào ngày 19 tháng 11, năm 1965. Sau khi giải ngũ, ông phải vật lộn với vấn đề nghiện ma túy. Robinson Jr. hoàn thành việc điều trị cai nghiện tại Daytop Village ở Seymour, Connecticut, và trở thành một nhân viên tư vấn tại cơ sở này. Ngày 17 Tháng Sáu năm 1971, ở tuổi 24, ông đã bị chết trong một tai nạn ô tô. Những kinh nghiệm về việc nghiện ma túy của con trai mình, vợ chồng Robinson đã cống hiến toàn bộ phần cuối cuộc đời mình cho việc phòng chống ma túy.
Nhưng ông Robinson đã không dài sống lâu hơn con trai mình. Các biến chứng của bệnh tim và tiểu đường đã làm anh ta gần như mù ở tuổi trung niên. Ngày 24 Tháng 10 năm 1972, chín ngày sau khi xuất hiện tại World Series, Robinson qua đời vì một cơn đau tim tại nhà của ông ở 95 đường Cascade, Bắc Stamford, Connecticut, ở tuổi 53. Tang lễ của Robinson diễn ra vào ngày 27 tháng 10 năm 1972, tại nhà thờ Upper Manhattan, Riverside giáp với Tomb Grant tại Morningside Heights. Có đến 2.500 người đưa tang. Nhiều người đồng đội cũ của mình và các cầu thủ bóng chày nổi tiếng khác, và mục sư Jesse Jackson đã đọc điếu văn. Hàng chục của hàng ngàn người xếp hàng trên đường rước mai táng Robinson tại Cypress Hills Cemetery ở Brooklyn, New York, nơi ông được chôn cất bên cạnh người con trai của ông Jackie và mẹ vợ Zellee Isum. Hai mươi lăm năm sau khi Robinson chết, Interboro Parkway được đổi tên thành Jackie Robinson Parkway.
Sau cái chết của Robinson, vợ ông thành lập Jackie Robinson Foundation, cô điều hành đến năm 2014. Ngày 15 tháng 4 năm 2008, cô thông báo trong năm 2010, sẽ mở một bảo tàng dành cho Jackie ở Lower Manhattan. Con gái của Robinson, Sharon, trở thành một nữ hộ sinh, nhà giáo dục, giám đốc chương trình giáo dục cho MLB, và là tác giả của hai cuốn sách về người cha của mình. Con trai út David, có sáu người con, là một người trồng cà phê và hoạt động xã hội tại Tanzania.